# Нахаль-Меарот
На́халь-Меаро́т (ивр. נחל מערות‎, дословно «пещерный ручей») — природный заповедник в Израиле, на западном склоне горы Кармель. Представляет собой цепь пещер вдоль русла одноимённого ручья на общей площади 54 гектара. В районе заповедника обнаружены остатки палеолитических человеческих культур (как современного человека разумного, так и неандертальских). На территории заповедника расположены также остатки постоянного пещерного поселения, относящегося к натуфийской культуре. В 2012 году включён в список Всемирного наследия ЮНЕСКО.

## Общее описание

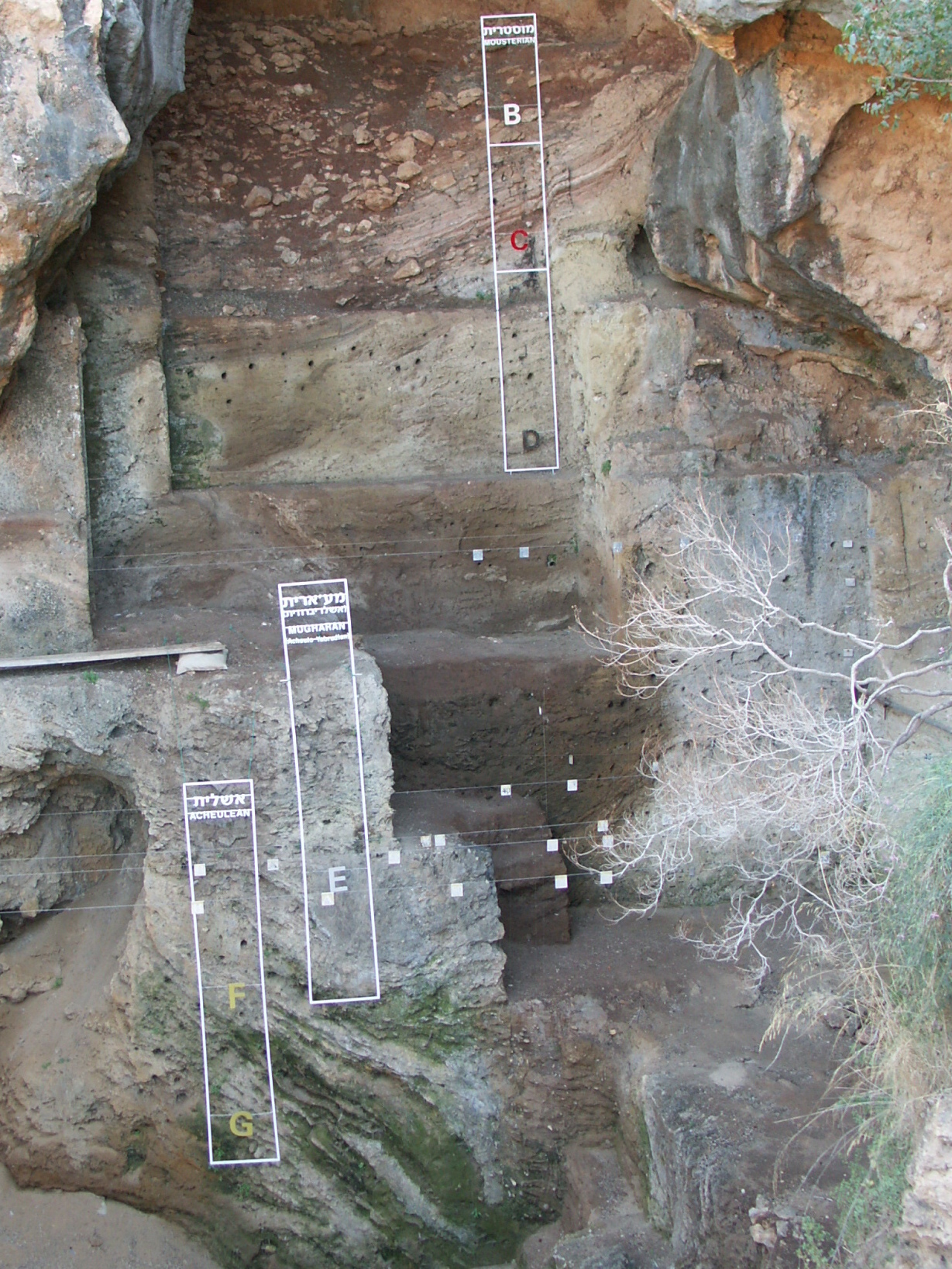
Схема раскопов разных культурных слоёв в пещере Табун

Заповедник Нахаль-Меарот расположен вдоль русла одноимённого ручья на западном склоне горы Кармель и включает в себя ряд пещер, в том числе Табу́н (Тану́р), Джама́ль (Гама́ль), аль-Вад (ха-На́халь) и Схул (Гди). Общая площадь заповедника — 54 гектара.
В целом на территории заповедника археологами за 90 лет работ обнаружены остатки пяти разных культурных эпох раннего, среднего и позднего палеолита: ашельской (500—200 тысяч лет назад), мугарийской (150—100 тысяч лет), мустьерской (100—40 тысяч лет), ориньякской и ахмарской (40—20 тысяч лет), и натуфийской (12—9 тысяч лет). В пещере Табун обнаружены культурные слои, относящиеся к трём разным периодам, в пещере Джамаль и рядом с пещерой аль-Вад — остатки отдельных культур (соответственно мустьерские каменные орудия и постоянное поселение натуфийской эпохи). Последний период характеризуется переходом от охоты и собирательства к сельскому хозяйству и одомашниванию растений и животных. К этому периоду также относятся находки украшений из камня и раковин. В пещере Схул обнаружен скелет анатомически современного человека разумного, возраст которого оценивается в 90 тысяч лет — тот же период, в который в пещере Табун обитали неандертальцы.

## История раскопок
Впервые местность Вади-эль-Мугара (арабское название Нахаль-Меарот) упоминается в статье Лоренса Олифанта за 1886 год. Следующее упоминание датируется 1908 годом. Когда в 1927 году британскими мандатными властями в Палестине принималось решение о строительстве Хайфского порта, был поднят вопрос о сохранении пещер Вади-эль-Мугара, на месте которых была запланирована каменоломня. В район пещер была направлена археологическая экспедиция под руководством Дороти Гаррод. В течение шести лет экспедиция раскопала в пещере аль-Вад множество скелетов натуфийской эпохи, а в пещере Табун — женский скелет, относящийся к мустьерской эпохе. Также были обнаружены многочисленные кремнёвые орудия, датируемые периодами от миллиона до 10 тысяч лет до новой эры.
В 1967—1971 годах в пещере Табун (Танур) вёл раскопки американский специалист Артур Елинек, а позднее в пещерах работали израильские и французские археологи. С 1988 года раскопки постоянно ведутся в пещерах Табун и ха-Нахаль. С 1971 года пещеры Нахаль-Меарот находятся в ведении Управления природы и парков Израиля. В 2012 году четыре пещеры комплекса — Табун, Джамаль, аль-Вад и Схул — были включены в список Всемирного наследия ЮНЕСКО.

## Культурное значение

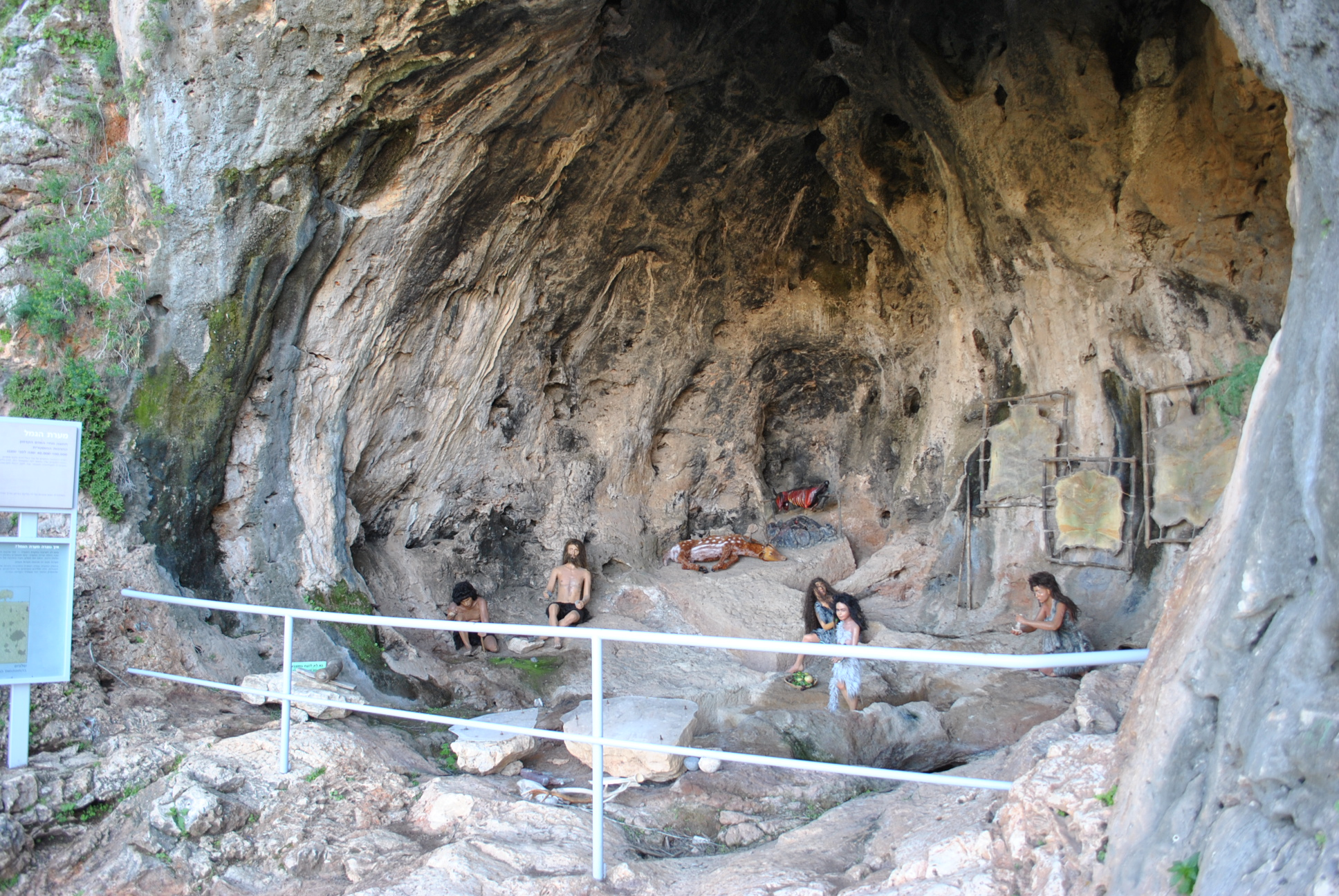
Сцена из жизни первобытных людей в пещере Джамаль (Нахаль-Меарот)

В заповеднике представлены уникальные свидетельства сосуществования неандертальцев и анатомически современного человека разумного в рамках одной культурной эпохи — мустьерской, что с новой силой ставит вопрос об исчезновении неандертальцев в рамках развития современного человека разумного. В целом за время раскопок были обнаружены культурные слои различных периодов на протяжении 500 тысяч лет, что превращает Нахаль-Меарот в ключевой объект для хроно-стратиграфической схемы человеческой истории в целом и истории Ближнего Востока в частности.

## Туризм
Заповедник Нахаль-Меарот открыт для посещения туристами. Сам заповедник расположен рядом с шоссе № 4, при нём действует остановка рейсового автобуса и автомобильная стоянка, информационный центр и сувенирный магазин. Заповедник открыт для посетителей круглогодично в утренние и ранние дневные часы (вход платный), организованная экскурсия продолжается около часа. Часть объектов заповедника доступна для посетителей в инвалидных креслах.